# Европейский шпрот
Европе́йский шпрот, или шпрот (лат. Sprattus sprattus), или балтийская или черноморская килька — вид морских рыб из семейства сельдевых (Clupeidae). Обитает в Балтийском и Чёрном морях, также населяет Северное и Норвежское моря. Характеризуется сильно развитыми килевидными чешуйками. Киль начинается от горла и доходит до анального плавника, брюхо сжато с боков. Пищу шпрота составляют в основном планктонные ракообразные (зоопланктон) и мальки рыб. Промысловая стайная рыба. Используется в том числе для изготовления рыбных консервов («шпроты» и «килька в томате»), а также замороженной и солёной рыбной продукции.

## Подвиды
Большинство авторов выделяет три слабо отличающихся подвида:
- Sprattus sprattus balticus — в Балтийском море.
- Sprattus sprattus phalericus — в Средиземном, Адриатическом и Чёрном морях.
- Sprattus sprattus sprattus — в остальной части ареала.

Иногда выделяли также отдельный подвид Sprattus sprattus sulinus, обитающий только в Чёрном море.

### Sprattus sprattus balticus

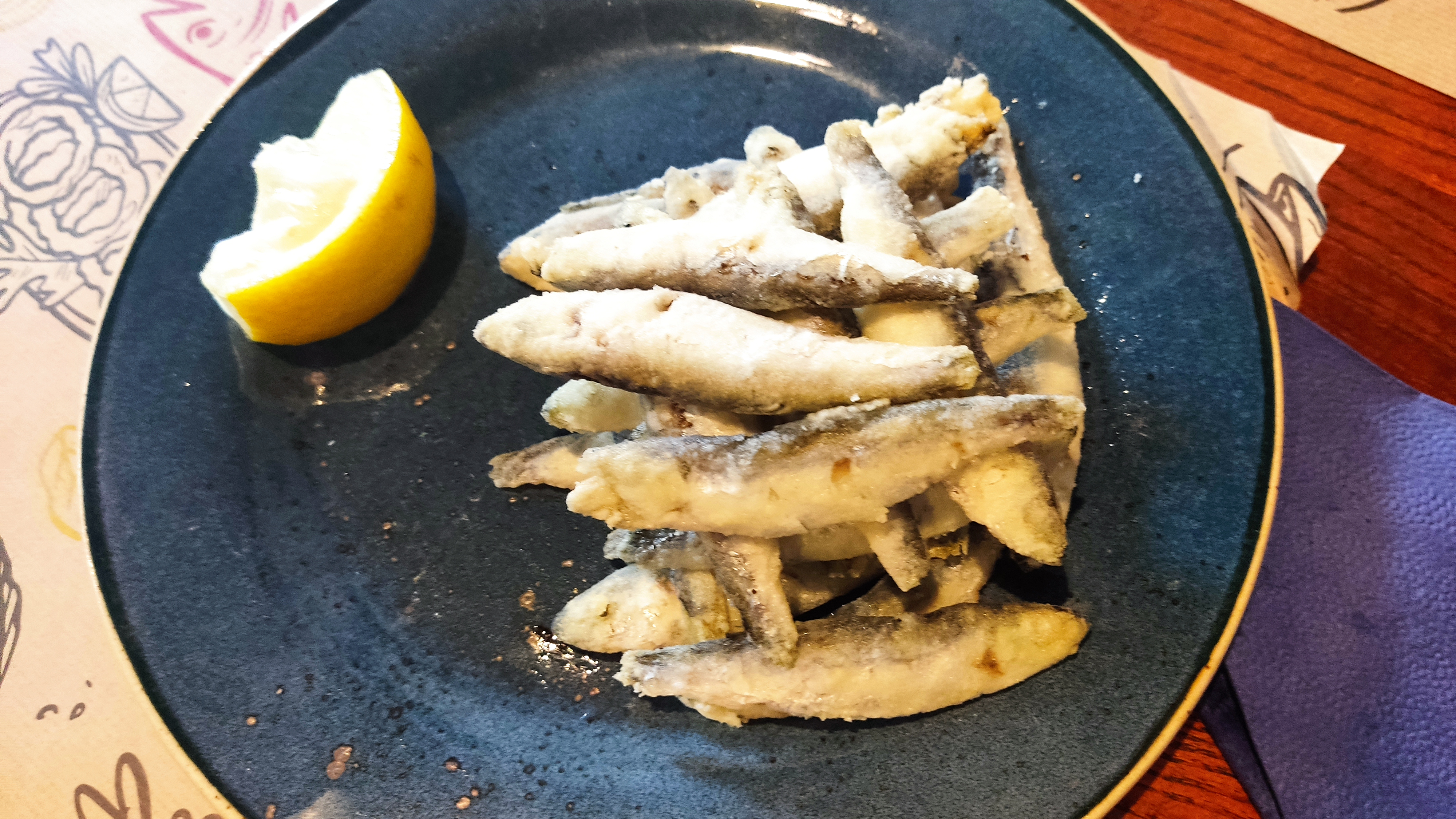
Жареный балтийский шпрот

Балтийский шпрот, или балтийская килька — основной объект промысла. Достигает длины в 13—15 см. Нерестится в весенне-летний период. Основные места обитания расположены в юго-западной части моря и у входа в Рижский и Финский заливы. Зимой, весной и осенью шпрот подходит к берегам, летом находится на глубине, в придонных слоях воды. Ловится преимущественно тралами, сетями, неводами.
В настоящее время запасы шпрота находятся в хорошем состоянии, хотя биомасса запаса, как и у некоторых популяций салаки, начала снижаться. Некоторое снижение запасов шпрота, отмеченное в 2011—2012 годах, вероятно, связано с возрастанием численности балтийской трески, для которой шпрот является одним из объектов питания. Однако Международная комиссия по рыболовству в Балтийском море (ИБСФК; англ. International Baltic Sea Fishery Commission) в 2013 году рекомендовала увеличить квоты на вылов шпрота на 11 %, до 250 тыс. т.
Суммарный вылов балтийского шпрота в 2010 году составил 341,5 тыс. т, а российский в том же году — 25,6 тыс. т, что меньше квоты, выделяемой для России Международной комиссией по рыболовству в Балтийском море, и рекомендаций Международного совета по исследованию моря. Наблюдаемый недолов в основном связан с экономическими причинами. При соответствующей организации промысла уловы шпрота в российской экономической зоне могут быть увеличены. Балтийский шпрот идёт на изготовление консервов, в том числе «Килька в томате», а также пресервов «Килька балтийская пряного посола».
В Германии хорошо известны так называемые кильские шпроты (нем. Kieler Sprotten), представляющие собой копчёный европейский шпрот, вылавливаемый в Северном и Норвежском морях. Кильскими шпротами иногда в шутку называют жителей города Киль.
По одной из версий, от названия города Киль происходит русское слово «килька», обозначающее несколько видов рыб, в том числе и европейский шпрот.